# 変身インタビュアーの憂鬱
『変身インタビュアーの憂鬱』（へんしんインタビュアーのゆううつ）は、2013年10月21日から12月23日までTBSの『ドラマNEO』枠（毎週月曜日24:28 - 25:07〈JSTでは火曜未明0:28 - 1:07〉）で放送された日本のテレビドラマ。主演は中丸雄一。

## 登場人物

### 主要人物
白川 次郎（しらかわ じろう）
演 - 中丸雄一（二役）
15歳時に執筆した著書『おとなの殺人計画』で「なんというミステリー大賞」最優秀賞を受賞、その流れで作家デビュー。その後推理小説99作品を出版し、現在100作目を執筆中。
青沼 霧生（あおぬま きりお）
演 - 中丸雄一
推理小説の執筆に行き詰まった白川は実際に起こった殺人事件を取材し、小説のヒントを得るため、相手から好感を持たれ事件内容を上手く聞き出す手段として、好青年に変身する。
取材する目的で別人に変身することを考えたわけではなく、以前から趣味として度々違う人間に変身して楽しんでいた。
下日山 酈霞（かひやま りか）
演 - 木村文乃
白川の担当編集者。通称：ゲビヤマ。白川が変身した青沼に好意を持ち、推理小説100作品目を執筆してもらうため、青沼とともに「チューリップ殺人事件」を調べることになる。

### チューリップ殺人事件
1999年夏、消ノ原町に暮らす主婦仲間の夷鈴子、阿波島翠、真壁真奈美は立入り禁止区域に指定されていた「三貴子の泉（さんきすのいずみ）」に侵入し、その後彼女たちは何者かに絞殺される。
被害者たちははいていたスカートで上半身を包まれ、ロープに吊るされた状態で遺体として発見される。
一緒に同行した真壁真奈美は生き残るが、事件発生から1年後に自宅で殺されたとインターネットで噂に上る。その吊るされた姿がチューリップの形に似ていたことから「チューリップ殺人事件」と呼ばれる。

#### 殺人事件関係者
夷 鈴子（えびす すずこ）
演 - 工藤綾乃
事件被害者。遺体が発見されたときにねじ頭だけ青く塗られたねじを手に握り締めていた。中学時代に部活動の帰り道に甘粕と一緒に「三貴子の泉」が湧く瞬間を目撃していた。
阿波島 翠（あはしま みどり）
演 - 廣井ゆう（二役）
事件被害者。
真壁 真奈美（まかべ まなみ）
演 - 中村優子
事件関係者。実家は真壁水道設備を営む。勤務していた信用金庫で500万円の横領事件を起こし、解雇処分を受ける。
天狗野郎（てんぐやろう）
演 - 森下能幸
ホームレス。殺人事件の第1発見者で「三貴子の泉」から離れた場所にある化野の森（あだしののもり）で暮らす。
伊藤 文枝（いとう ふみえ）
演 - 玄覺悠子
「えSUPER」店員。鈴子の同級生で彼女の隣に住んでいたことも重なり、鈴子本人だと勘違いした事件取材者に自分が写った写真を無断で使用されてしまう。
阿波島 彩（あはしま あや）
演 - 廣井ゆう
翠の娘。母親が殺害された当時は5歳。
安藤 征一郎（あんどう せいいちろう）
演 - 光石研
刑事。

#### 三貴子の泉
1980年代の終わり頃、消ノ原町の山頂付近で上空に光が渦巻き交わっているときに隕石が落下、一部始終を目撃した女の子が倒れていた場所に「三貴子の泉」が湧き出ていた。
夕方5時には閉山し、月に1度の禁断日は入山禁止。
甘粕 真一（あまかす しんいち）
演 - 眞島秀和（中学時代：萩原利久）
「三貴子の泉」の管理者。真奈美の最初の夫。

#### 消ノ原町住人
川島 芳香（かわしま よしか）
演 - 町田マリー
消ノ原食堂「モアイ」店員。
川本 三郎（かわもと さぶろう）
演 - 少路勇介
消防団団員。真壁水道設備の隣に家がある。
笹川 量（ささかわ はかる）
演 - 三島ゆたか
花谷 雅（はなたに まさし）
演 - 裵ジョンミョン
消防団団員。「えSUPER」店長。
里見 補（さとみ たすく）
演 - 外波山文明（二役）
町長。翠の元主治医。
石原 完一（いしはら かんいち）
演 - 萩原利久（二役）
町長秘書。黒曲・真奈美との間にできた子供。
永田 銀山（ながた ぎんざん）
演 - 村杉蝉之介
消ノ原信用金庫三貴子支店支店長。真奈美の横領事件を内々に処理し、現在多くの女性と不倫関係にある。
川本 桃（かわもと もも）
演 - 小林きな子
三郎の妻。家の外装、内装や服装もピンク色。
今村 ぬえ（いまむら ぬえ）
演 - 三浦透子
消ノ原町役場職員。
今村 のえ（いまむら のえ）
演 - 山田真歩
元信用金庫職員でぬえの姉。5年間も永田と不倫関係を続けている。
川本 穿石（かわもと せんせき）
演 - 森田ガンツ
三郎の父。70年の歴史を誇る川本写真館2代目店主。20年前に突然黒曲が写真館を訪れ、鈴子との情事風景を写真に収めて欲しいと依頼され、数年に渡り写真撮影に協力する。

### 猫旅館
消ノ原町から山ひとつ越えたところにある賽の河原町の温泉旅館。チューリップ殺人事件を取材に訪れた青沼、下日山が宿泊する。
櫻井 野薔薇（さくらい のばら）
演 - ふせえり
女将。
蝉岡 蟷螂（せみおか とうろう）
演 - 松尾スズキ
番頭。

### その他
風見川 策志（かざみがわ さくし）
演 - 岩松了
ヘパイストス出版第二編集部編集長。下日山の上司。
黒曲 亜理里（くろまがり ありさと）
演 - 松重豊
パワーヒラリスト。
小磯 捕（こいそ つかむ）
演 - 外波山文明
元消ノ原町住人で里見村長とは親戚関係。警察官巡査時代に真壁水道設備火災事件の捜査を担当していた。
土肥原 ゲットー（どいはら ゲットー）
演 - 手塚とおる
フリーライター。チューリップ殺人事件を調査する中で、1年前、真奈美と直接対面し取材したと青沼に話す。

### ゲスト
ウエイトレス
演 - 上間美緒（第1話）

## スタッフ
- 脚本・監督 - 三木聡
- 音楽 - 上野耕路
- 主題歌 - KAT-TUN「楔-kusabi-」（ジェイ・ストーム）[6]
- ナレーション - 上間美緒
- 助監督 - 中里洋一
- 音楽プロデューサー - 篠崎恵子
- ロケーションマネージャー - 田口雄介
- アクション - 吉田浩之、矢島一憲、糸洲真樹、遊木康剛
- チーフプロデューサー - 篠原廣人、小林亜理、十二竜也、加藤新
- プロデューサー - 長松谷太郎、若林雄介
- 共同プロデューサー - 髙橋淳之介
- アソシエイトプロデューサー - 杉浦美奈子
- アシスタントプロデューサー - 足立原円香
- 編集 - 相良直一郎
- 特別協力 - ソニー・ミュージックエンタテインメント
- 制作プロダクション - ダブ
- 制作協力 - ジェイ・ストーム
- 製作著作 - TBS

## 放送日程
| 話数   | 放送日   | サブタイトル       |
| ------ | -------- | ------------------ |
| 第1話  | 10月21日 | アリエナイ変身     |
| 第2話  | 10月28日 | アリエナイ殺人     |
| 第3話  | 11月04日 | アリエナイ不貞     |
| 第4話  | 11月11日 | アリエナイもう一人 |
| 第5話  | 11月18日 | アリエナイ展開     |
| 第6話  | 11月25日 | アリエナイ禁忌     |
| 第7話  | 12月02日 | アリエナイ悪夢     |
| 第8話  | 12月09日 | アリエナイ混乱     |
| 第9話  | 12月16日 | アリエナイ結末     |
| 最終話 | 12月23日 | アリエナイ別離     |

## ネット局・放送時間
| 放送対象地域   | 放送局              | 放送期間                      | 放送日時           | 備考       |
| -------------- | ------------------- | ----------------------------- | ------------------ | ---------- |
| 関東広域圏     | TBSテレビ（TBS）    | 2013年10月21日 - 12月23日     | 月曜 24:28 - 25:07 | 製作局     |
| 岩手県         | IBC岩手放送（IBC）  | 2013年10月21日 - 12月23日     | 月曜 24:28 - 25:07 | 同時ネット |
| 静岡県         | 静岡放送（SBS）     | 2013年10月21日 - 12月23日     | 月曜 24:28 - 25:07 | 同時ネット |
| 近畿広域圏     | 毎日放送（MBS）     | 2013年10月22日 - 12月24日     | 火曜 26:44 - 27:24 | 1日遅れ    |
| 岡山県・香川県 | 山陽放送（RSK）     | 2013年10月28日 - 2014年1月6日 | 月曜 24:58 - 25:38 | 7日遅れ    |
| 中京広域圏     | 中部日本放送（CBC） | 2013年10月28日 - 2014年1月6日 | 月曜 25:30 - 26:15 | 7日遅れ    |
| 山梨県         | テレビ山梨（UTY）   | 2013年11月1日 - 2014年1月17日 | 金曜 25:55 - 26:35 | 11日遅れ   |
| 宮崎県         | 宮崎放送（MRT）     | 2014年4月28日 - 6月30日       | 月曜 25:05 - 25:45 | 189日遅れ  |